# Cristiano Donzelli
Cristiano Donzelli (Teramo, 1º dicembre 1969) è un disegnatore e illustratore italiano specializzato in storyboard per film e spot pubblicitari.

## Biografia
Diplomato nel liceo artistico statale di Teramo. Nella sua carriera ha illustrato 75 film.
Nel 2008 ha diretto il film Una storia di lupi, un cortometraggio della durata di 27 minuti che ha come protagonista l'attore Franco Nero, ambientato nel territorio dei Monti della Laga e nel paese abbandonato di Valle Piola.
Nel 2021 ha ricevuto il premio la pellicola d'oro per il lungometraggio L'incredibile storia dell'isola delle Rose.
Nel 2023 vince il premio la pellicola d'oro per il film Esterno notte.